# Mürselköy, Mudanya
Mürsel là một xã thuộc huyện Mudanya, tỉnh Bursa, Thổ Nhĩ Kỳ. Dân số thời điểm năm 2011 là 1.158 người.